# Klinikum Bayreuth
Das Klinikum Bayreuth ist das größte Krankenhaus der Stadt Bayreuth und akademisches Lehrkrankenhaus (Medizincampus Oberfranken). Die Klinikum Bayreuth GmbH verfügt über 27 Fachkliniken und 13 Zentren. Sie gehört zu den Krankenhäusern der maximalen Versorgungsstufe, die Medizin auf höchstem Niveau betreiben.

## Vorgeschichte

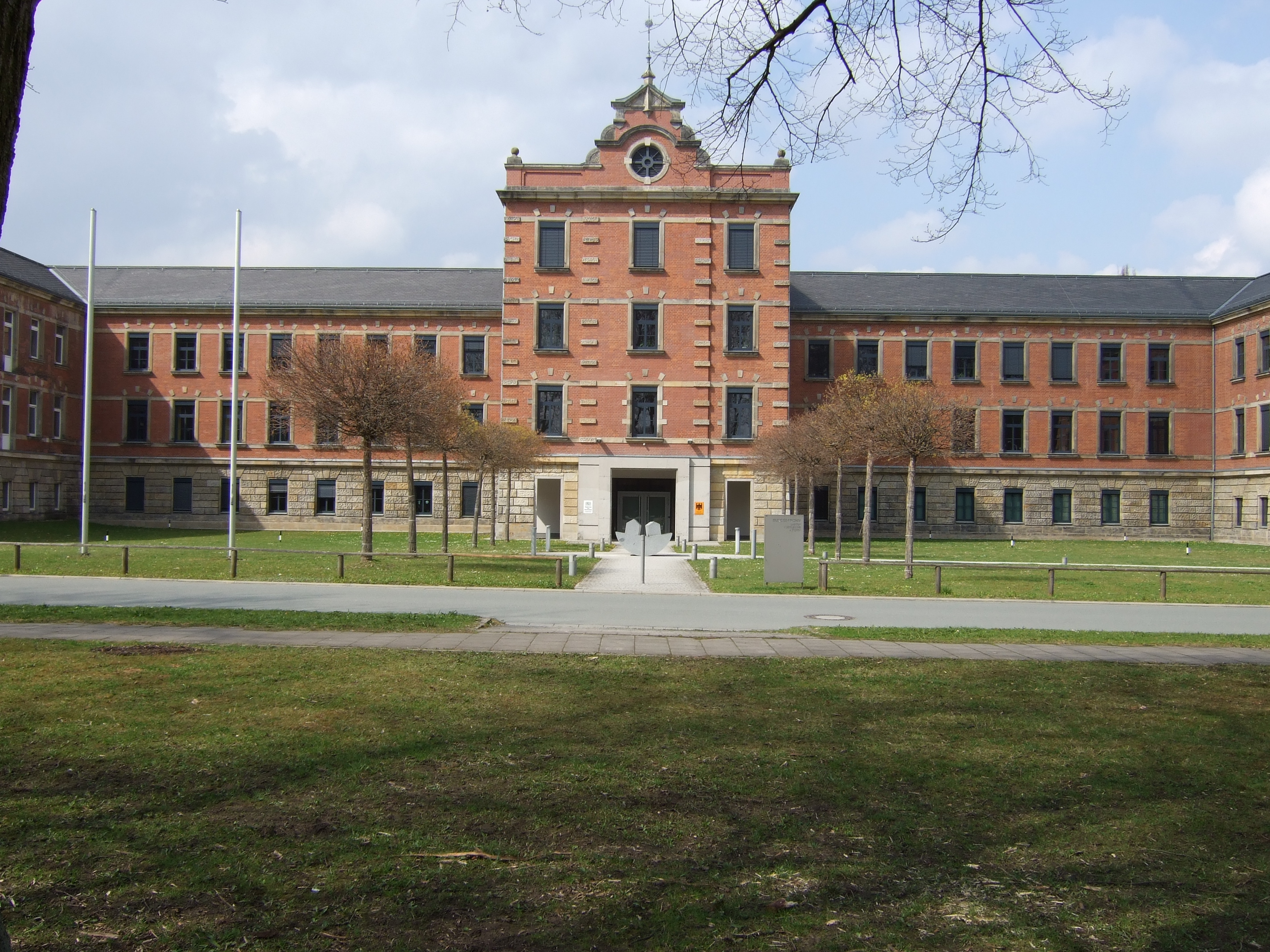
Ehemaliges Städtisches Krankenhaus im Stadtteil Kreuz, jetzt Lastenausgleichsarchiv

Vermutlich bereits in den Jahren 1449/50 wurde in der Erlanger Straße 59 ein erstes „Siechhaus“ (Krankenhaus) geschaffen. Das Gebäude wurde 1580 neu aufgebaut und erhielt 1784 ein Obergeschoss. Zwischen 1810 und 1828 wurden dort, bei einer Kapazität von etwa 30 Betten, 2034 Kranke behandelt. 1848 mietete die Stadt das Vetterlein’sche Anwesen in der Wolfsgasse an, erwarb es am 23. September 1850 käuflich und richtete es als neues Krankenhaus ein. Bürgermeister Dilchert erwähnte 1863 u. a. „schöne, freundliche, sonnige, gesunde Zimmer, kalte Douche- und Dampfbad-Einrichtungen, frisches laufendes Trinkwasser, einen schönen Garten und ein vollständiges Instrumentarium“. Die Zahl der Patienten pro Jahr stieg zwischen 1884 und 1900 von rund 400 auf 657 an. Zu den Aufwendungen für einen Kranken je Tag gehörten 1884 neben 2,46 Mark für Medikamente auch 1,98 Mark für Bier oder Wein.
Anfang des 20. Jahrhunderts wurde im Stadtteil Kreuz auf 11 Tagwerk Gelände das Städtische Krankenhaus errichtet und 1905 in Betrieb genommen. In den folgenden Jahren wurde es um zwei Flügel und eine Kapelle sowie 1922 um ein Schwesternhaus erweitert. Hinzu kamen ein Isolierhaus für Infektionskrankheiten, ein Leichenhaus und ein Wohnhaus für die Oberärzte. Zur Zeit seiner Gründung genügte das Städtische Krankenhaus modernsten Ansprüchen. Im ersten Jahr wurden 1085, 1915 bereits 1601 Patienten versorgt, die Bettenzahl wuchs rasch von 100 auf über 200 an.

## Geschichte

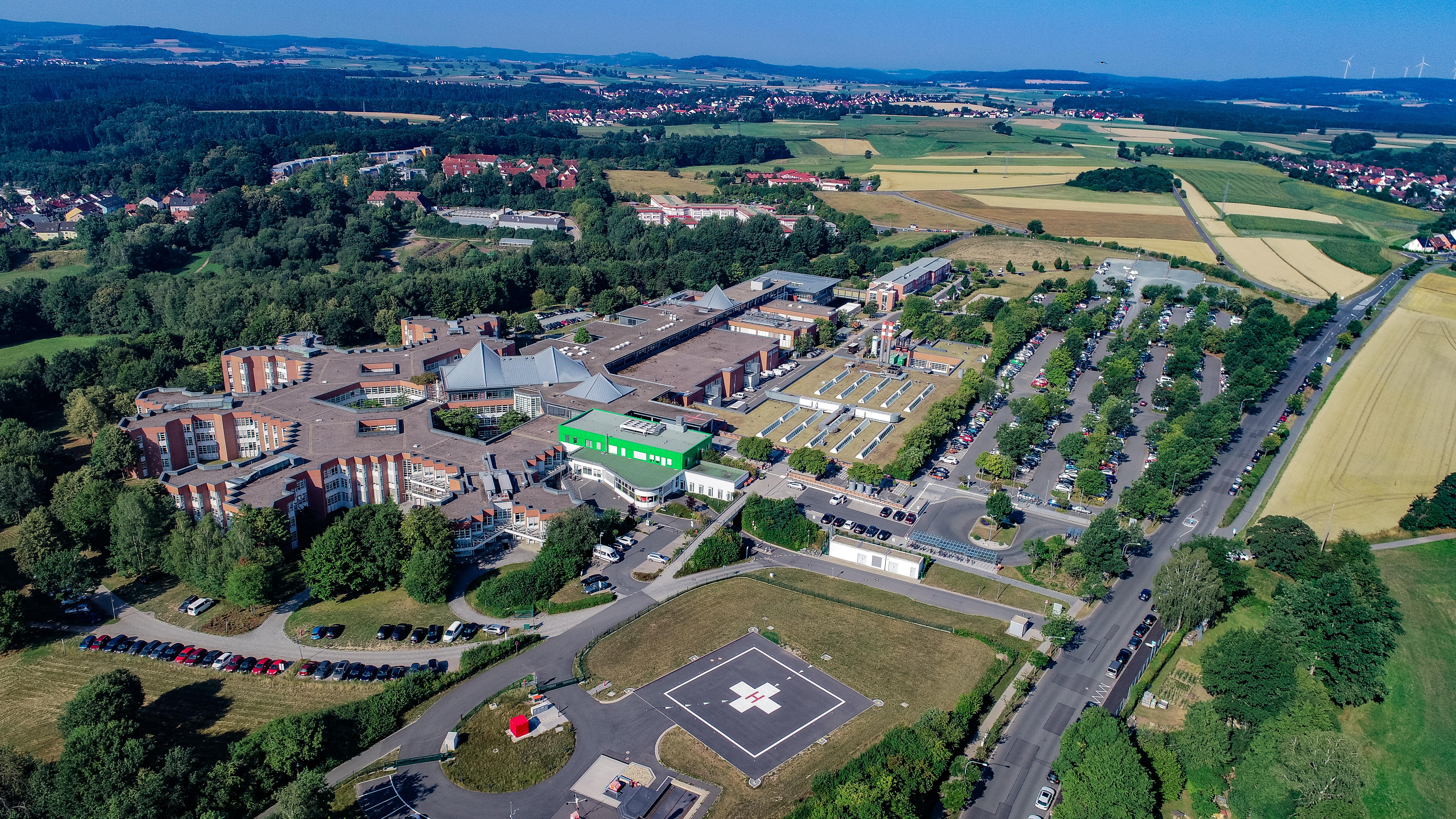
Blick von Osten auf das Klinikum, am unteren Rand die Station des Rettungshubschraubers

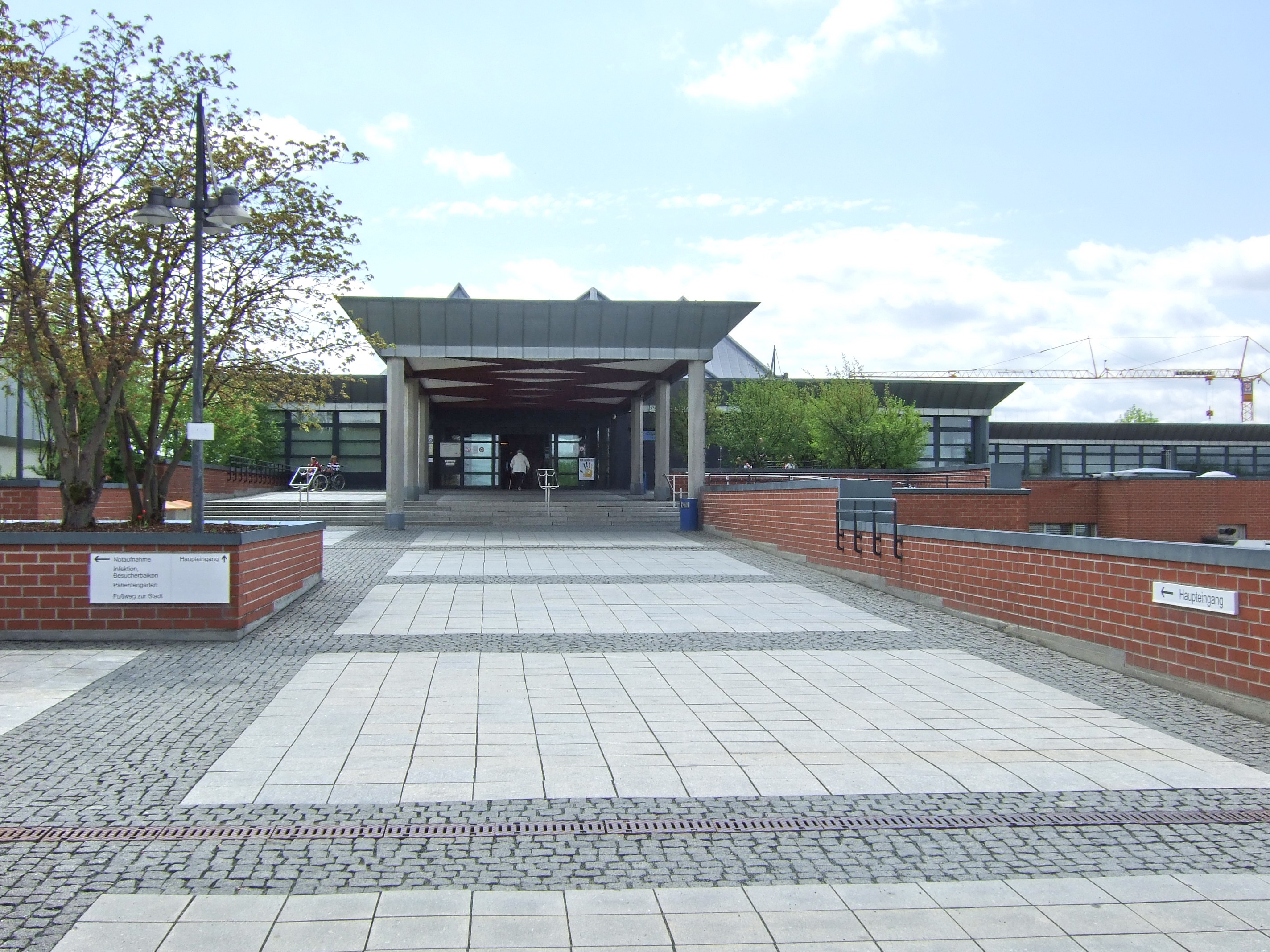
Haupteingang des Klinikums

1963 wurden im Stadtrat erste Überlegungen angestellt, statt eines weiteren Ausbaus des Städtischen Krankenhauses ein neues „Klinikum“ zu errichten. 1973 wurde zur Verwirklichung des Vorhabens der Krankenhauszweckverband Bayreuth gegründet. Am 24. Oktober 1980 begannen auf dem Roten Hügel die Erdarbeiten, am 6. August 1981 wurde der Grundstein gelegt. Das Richtfest folgte am 21. Oktober 1983 und die Einweihung am 27. Juni 1986. Trotz aller Schwierigkeiten war der 278 Millionen DM teuere Bau, von dessen Kosten Stadt und Landkreis lediglich 30 Millionen tragen mussten, im Kosten- und Zeitplan geblieben.
Bereits am 4. Juni 1986, drei Wochen vor der offiziellen Einweihung, wurde der erste Bauabschnitt des Klinikums in Betrieb genommen. In den Jahren 1987/1988 folgten die Kinderklinik und die angeschlossenen Berufsfachschulen, 1996 die Herzchirurgie und im Jahr darauf die Abteilung für Dermatologie und Allergologie sowie die geriatrische Tagesklinik. 2003 wurde die Palliativstation eröffnet, 2004 erfolgte die Vereinigung des Klinikums mit dem örtlichen Krankenhaus Hohe Warte. 2011 ging die neue Notaufnahme mit Präklinik in Betrieb, 2013 das neue Intensivzentrum.
Seit 2017 gibt es den Medizincampus Oberfranken (MCO), für den am Bayreuther Klinikum ein Lehrgebäude errichtet wurde. Das Klinikum und die Uni Bayreuth, die Friedrich-Alexander-Universität (FAU) und das Universitätsklinikum Erlangen haben den MCO zum 1. April 2022 offiziell gestartet. 55 Studierende des Studiengangs Humanmedizin sind zum Klinikstudium nach Bayreuth gewechselt.

## Bedeutung
Das Krankenhaus erfüllt überörtliche Schwerpunktaufgaben in Diagnose und Therapie und hält ein hoch differenziertes Leistungsangebot und medizinisch-technische Einrichtungen vor. Mit etwa 3000 Mitarbeitern und über 300 Ausbildungsplätzen gehört die Klinikum Bayreuth GmbH zu den größten Arbeitgebern und Ausbildungsbetrieben in der Region. Es ist seit 1984 Lehrkrankenhaus der Medizinischen Fakultät der FAU.
Das Klinikum Bayreuth ist Standort des ADAC-Rettungshubschraubers Christoph 20, die dortige Hubschrauberstation wurde am 29. Januar 1987 übergeben. Das Traumazentrum am Klinikum Bayreuth ist als eines von nur zwei Kliniken in der Region Oberfranken durch die Deutsche Gesellschaft für Unfallchirurgie e. V. als überregionales Traumazentrum ausgezeichnet.
Mit dem Klinikum Fichtelgebirge gGmbH besteht eine Kooperationsvereinbarung. Das Klinikum Bayreuth ist dabei für den Betrieb eines Herzkathetermessplatzes im Klinikum Marktredwitz zuständig.
Mit dem Klinikum Kulmbach wurde ein Kooperationsvertrag auf dem Gebiet der Strahlentherapie beschlossen. Die Tochtergesellschaft MedZentrum Klinikum Bayreuth GmbH betreibt zudem einen Linearbeschleuniger zur stationären und ambulanten Versorgung der Patienten im Klinikum Kulmbach.

## Kliniken und Institute
Das Krankenhaus verfügt derzeit über 25 Kliniken und Institute, verteilt auf die beiden Standorte.
- Institut für Anästhesiologie und Intensivmedizin
- Klinik für Allgemein-, Viszeral- und Thoraxchirurgie
- Klinik für Herzchirurgie
- Klinik für Gefäßchirurgie
- Klinik für Neurochirurgie
- Klinik für Orthopädie
- Klinik für Unfall- und Wiederherstellungschirurgie
- Klinik für Urologie und Kinderurologie
- Klinik für Plastische, Rekonstruktive, Ästhetische und Handchirurgie
- Klinik für Gastroenterologie
- Klinik für Kardiologie, Angiologie, Pneumologie, Intensivmedizin
- Klinik für Hämatologie und Onkologie
- Klinik für Nephrologie und Angiologie
- Klinik für Neurologie
- Klinik für Akutrheumatologie und klinische Immunologie
- Klinik für Geriatrie
- Klinik für Dermatologie und Allergologie
- Klinik für Gynäkologie und Geburtshilfe
- Klinik für Kinder- und Jugendmedizin
- Klinik für Querschnittgelähmte
- Klinik für Strahlentherapie
- Institut für Radiologie
- Institut für Nuklearmedizin
- Institut für Pathologie
- Laboratoriumsmedizin & Mikrobiologie
- Palliativstation

## Träger
Die Klinikum Bayreuth GmbH wurde am 18. Dezember 2003 gegründet und ging aus den Städtischen Krankenanstalten Bayreuth hervor. Alleiniger Gesellschafter ist der Krankenhauszweckverband Bayreuth, dessen Mitglieder wiederum die Stadt Bayreuth und der Landkreis Bayreuth sind. Die Gesellschaft ist seit 2004 Träger der beiden Krankenhäuser Klinikum Bayreuth (Preuschwitzer Straße 101) und Klinik Hohe Warte (Hohe Warte 8). Beide zusammen bilden seit Januar 2010 ein Krankenhaus mit Maximalversorgung in Oberfranken.

## Tochtergesellschaften
- Klinikum Bayreuth – Servicegesellschaft mbH, gegründet am 1. Juli 2005
- MedZentrum Klinikum Bayreuth GmbH, gegründet am 21. Dezember 2005, fünf Medizinische Versorgungszentren mit 13 Fachrichtungen und etwa 30.000 Patienten pro Jahr
- Energiegesellschaft der Klinikum Bayreuth GmbH